# Deinomeniden
Die Deinomeniden waren eine Familie von Herrschern oder Tyrannen im griechischen Sizilien des 6. und 5. Jahrhunderts v. Chr.
Zu ihnen gehörten:
- Deinomenes, Tyrann von Gela und seine vier Söhne:

1. Gelon von Syrakus (540 v. Chr.–478 v. Chr.), Tyrann von Gela und Syrakus
2. Hieron I. (auch Hiero I.; † 466 v. Chr.), Tyrann von Gela und Syrakus
3. Polyzalos, Tyrann von Gela (von ihm gibt es in Delphi ein Weihgeschenk mit Wagenlenker)
4. Thrasybulos, Tyrann von Syrakus

Ihre Herrschaft wurde 465 v. Chr. mit der Revolution beendet, die zur Verbannung des jüngsten Sohnes von Deinomenes, Thrasybulos, in die kalabrische Stadt Lokroi Epizephyrioi führte. Die Revolution war die Folge von Thrasybulos’ Misswirtschaft, der als der schlimmste der Deinomeniden galt. Eine wahrscheinlich nicht unbedeutende historische Tatsache war die Ausbreitung der Demokratie, die von Athen aus auch Sizilien beeinflusste. Die Syrakusaner, die von den Tyrannen unterdrückt wurden, wehrten sich gegen die egoistischen Ambitionen des Deinomeniden und erklärten ihm einen regelrechten Krieg, um ihn vom geerbten Thron zu stoßen.
Hieron II. erhob fast zwei Jahrhunderte nach dem Ableben des letzten Deinomeniden Anspruch auf die Zugehörigkeit zu dieser alten Familie. Er behauptete, er sei der Sohn von Hierokles, einem syrakusanischen Adligen, der von Gelon abstamme.